# Håkan Nesser
Håkan Nesser (Kumla, 21 februari 1950) is een Zweedse schrijver. Nesser is docent van beroep.

## Van Veeteren
Nesser werd in de jaren 90 bekend door zijn bekroonde misdaadromans met inspecteur Van Veeteren in de hoofdrol. De romans spelen zich af in Maardam in een fictief Europees land, met onder andere opvallende trekjes van Nederland en/of Vlaanderen, waar inspecteur Van Veeteren met zijn collega's wordt ingeschakeld om een moeilijke moordzaak op te helderen. 
Van Veeteren is een menselijke politieman: de vraag waarom een misdaad begaan is, is voor hem ook zeer belangrijk.
In 2003 verscheen het laatste deel uit de reeks over inspecteur Van Veeteren: Fallet G. 
De romans met Van Veeteren werden verfilmd met Sven Wolter als Van Veeteren.

## Ander werk
Nesser heeft ook een aantal opzichzelfstaande boeken geschreven, zoals Kim Novak badade aldrig i Genesarets sjö (1998) en och Piccadilly Circus ligger inte i Kumla (2002).

## Prijzen
- Voor het boek Det grovmaskiga nätet (1993) ontving Håkan Nesser de prijs voor het beste debuut van de Svenska Deckarakademien.
- Borkmanns punkt (1994) werd door Svenska Deckarakademien gekozen tot misdaadroman van het jaar.
- 2000: Glazen Sleutel voor Carambole
- 2016: Gouden Vleermuis voor het hele oeuvre.[1]

- Bibsys: 90966768
- Biblioteca Nacional de España: XX1757426
- Bibliothèque nationale de France: cb12512443c (data)
- Catàleg d'autoritats de noms i títols de Catalunya: 981058527452006706
- CiNii: DA19457599
- Gemeinsame Normdatei: 121099598
- International Standard Name Identifier: 0000 0001 2134 2630
- Library of Congress Control Number: n96054361
- Nationale Bibliotheek van Letland: 000091957
- MusicBrainz: dd15fbd2-6947-429e-af21-f4f7001ff91c
- Bibliotheek van het Japanse parlement: 00916255
- Nationale Bibliotheek van Tsjechië: xx0115636
- Nationale Bibliotheek van Israël: 987007373227405171
- Nederlandse Thesaurus van Auteursnamen: 165887753
- Istituto Centrale per il Catalogo Unico: RAVV260262
- LIBRIS: 218260
- Système universitaire de documentation: 034360972
- Trove: 1449793
- Virtual International Authority File: 56717283
- WorldCat: E39PBJbCPyQWJ6gg98CQp6hmBP